# Золончень
Золончень (рум. Zolonceni) — село в Криулянском районе Молдавии. Наряду с селом Охринча входит в состав города Криулень.

## География
Село расположено на высоте 25 метров над уровнем моря.

## Население
По данным переписи населения 2004 года, в селе Золончень проживает 192 человека (96 мужчин, 96 женщин).
Этнический состав села:
| Национальность | Число жителей | Процентный состав |
| -------------- | ------------- | ----------------- |
| молдаване      | 183           | 95,31             |
| украинцы       | 4             | 2,08              |
| румыны         | 3             | 1,56              |
| русские        | 2             | 1,04              |
| Всего          | 192           | 100 %             |